# Mitte (Bremerhaven)
Mitte, Bremerhaven-Mitte — dzielnica miasta Bremerhaven w Niemczech, w okręgu administracyjnym Nord, w kraju związkowym Brema. 